# 跃进街道 (双鸭山市)
跃进街道，是中华人民共和国黑龙江省双鸭山市宝山区下辖的一个乡镇级行政单位。

## 行政区划
跃进街道下辖以下地区：
宏吉社区、宏祥社区、宏如社区和宏意社区。